# 1742
- Wikisource

| Calendário gregoriano                                                        | 1742 MDCCXLII                       |
| Ab urbe condita                                                              | 2495                                |
| Calendário arménio                                                           | 1191 – 1192                         |
| Calendário bahá'í                                                            | -102 – -101                         |
| Calendário budista                                                           | 2286                                |
| Calendário chinês                                                            | 4438 – 4439 Início a 5 de fevereiro |
| Calendário copta                                                             | 1458 – 1459                         |
| Calendário etíope                                                            | 1734 – 1735                         |
| Calendários hindus - Vikram Samvat - Calendário nacional indiano - Cáli Iuga | 1797 – 1798 1663 – 1664 4842 – 4843 |
| Calendário Holoceno                                                          | 11742                               |
| Calendário islâmico                                                          | 1155 – 1156                         |
| Calendário judaico                                                           | 5502 – 5503                         |
| Calendário persa                                                             | 1120 – 1121                         |
| Calendário rúnico                                                            | 1992                                |
| Calendário solar tailandês                                                   | 2285                                |

1742 (MDCCXLII, na numeração romana) foi um ano comum do século XVIII do Calendário Gregoriano, da Era de Cristo, e a sua letra dominical foi G (52 semanas), teve início numa segunda-feira e terminou também numa segunda-feira.
| Ano completo                         |
| ------------------------------------ |
| Ano comum com início à segunda-feira |

## Nascimentos
- 1 de Julho — Georg Christoph Lichtenberg, filósofo e matemático alemão (m. 1799).
- 14 de Agosto - Papa Pio VII (m. 1823)
- 1 de Novembro - Luís de Vasconcelos e Sousa, 4º conde de Figueiró (m. 1809).
- Jigme Singye, Desi Druk do Reino do Butão, m. 1789.

## Por tema
- 1742 na ciência